# Завръщане (сериал)
„Завръщане“ (на турски: Sıla) е турски телевизионен сериал, излъчван от 2006 до 2008 г. по телевизия ATV, с участието на актьорите Джансу Дере и Мехмет Акиф Алакурт.

## Излъчване
| Сезон | Сезон | Епизоди | Начало на сезона  | Край на сезона    | Всички епизоди | ТВ сезон    | ТВ канал |
| ----- | ----- | ------- | ----------------- | ----------------- | -------------- | ----------- | -------- |
|       | 1     | 38      | 15 септември 2006 | 15 юни 2007       | 1 – 38         | 2006 – 2007 | ATV      |
|       | 2     | 37      | 14 септември 2007 | 6 юни 2008        | 39 – 75        | 2007 – 2008 | ATV      |
|       | 3     | 4       | 29 август 2008    | 19 септември 2008 | 76 – 79        | 2008        | ATV      |

## Излъчване в България
| Сезон | Сезон | Епизоди | Начало на сезона   | Край на сезона    | Всички епизоди | ТВ сезон | ТВ канал |
| ----- | ----- | ------- | ------------------ | ----------------- | -------------- | -------- | -------- |
|       | 1     | 48      | 9 февруари 2015 г. | 17 април 2015 г.  | 1 – 48         | 2015 г.  | bTV      |
|       | 2-3   | 52      | 20 април 2015 г.   | 6 ноември 2015 г. | 49 – 100       | 2015 г.  | bTV      |

## Актьорски състав
- Джансу Дере – Съла Сьонмез-Генджо
- Мехмет Акиф Алакурт – Боран Генджо
- Мендерес Саманджълар – Джелил Сьонмез
- Зейнеп Еронат – Бедар Сьонмез
- Сермиян Мидят – Берзан Юрюш
- Деврим Салтоолу – Джихан Генджо
- Картал Балабан – Емре Тюркоглу
- Тайанч Айайдън – Абай
- Джемал Токташ – Азад Сьонмез
- Бонджук Йълмаз – Нарин Генджо
- Мухамет Джангьорен – Зинар Генджо
- Джелил Налчакан – Дилявер Генджо
- Фатош Тез – Кевсер Генджо
- Намък Кемал Йиитюрк – Фируз Ага Генджо
- Вурал Тантекин – Шиван
- Тарък Шербетчиоолу – Бурхан Йоздемир
- Гьокче Янардаа – Есма Йоздемир
- Ипек Танръяр – Зейнеп
- Дуйгу Еричок – Джерен
- Синем Ярук – Айше
- Мехмет Даг – Емир Сьонмез
- Фатош Сезер – Мехвеш
- Сема Мумчу – Гизем
- Зейнеп Анъл Татдъран – Дилян Сьонмез
- Хюмейра – Неше Йоздемир
- Джунейт Тюрел – Еркан Йоздемир
- Лейля Башак – Йезда

## В България
В България сериалът започва на 9 февруари 2015 г. по bTV и завършва на 17 април. Втори сезон стартира на 20 април и завършва на 6 ноември. Ролите се озвучават от Христина Ибришимова, Таня Димитрова, Васил Бинев, Николай Николов и Георги Георгиев-Гого.
На 24 ноември започва повторно излъчване по bTV Lady и завършва на 11 април 2016 г. На 16 септември започва ново повторение и завършва на 2 февруари 2017 г.